# 128 v.Chr.

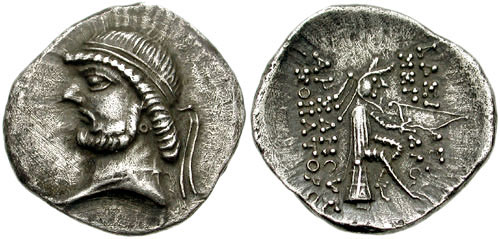
Phraates II, koning van Parthië

128 v.Chr. is een jaartal volgens de christelijke jaartelling.

## Gebeurtenissen

### Parthië
- Phraates II voert in Bactrië een veldtocht tegen de Tocharen. Hij wordt echter door Griekse huurlingen vermoord, die gedwongen meevechten in het Parthische leger.
- Na een onrustige periode om de troonopvolging, wordt Artabanus I (128 - 124 v.Chr.) een oom van Phraates II, koning van Parthië.

### Egypte
- Ptolemaeus VIII Physcon komt als farao, na een bloedige burgeroorlog weer aan de macht. Cleopatra II vlucht naar Antiochië en biedt Demetrius II de Egytische kroon aan.

### Syrië
- Alexander II Zabinas komt met steun van Ptolemaeus VIII, in opstand tegen Demetrius II Nicator. In de hoop een interventie van het Seleucidische leger in Egypte uit te lokken.

### Palestina
- Johannes Hyrkanus, herwint de Joodse onafhankelijkheid van de Seleuciden en laat de Samaritaanse Tempel verwoesten, in de omgeving van Nablus.
- De Hasmoneeën breiden hun koninkrijk verder uit met Idumea, Medeba (ten oosten van de Jordaan) en Samaria, tot aan het Karmelgebergte.

### China
- De Chinese ontdekkingsreiziger, Zhang Qian, weet na 10-jarige gevangenschap te ontsnappen bij de Xiongnu-nomaden en vervolgt zijn reis langs Kashgar, over het Pamirgebergte.

## Overleden
- Phraates II, koning van Parthië